# من دارم به خونه می‌روم
من دارم به خونه می‌روم (به انگلیسی: I'm Going Home) یا (به فرانسوی: Je rentre à la maison) فیلمی محصول سال ۲۰۰۲ و به کارگردانی مانوئل دی الیویرا است. در این فیلم بازیگرانی همچون میشل پیکولی، کاترین دنو، جان مالکوویچ، آنتونی چاپی، لئونور بالداک، لئونور سیلویرا، ریکاردو ترپا، سیلوی تستود و ایزابل روت ایفای نقش کرده‌اند.